# Regina Salomea Pilsztyn
Salomea Halpir (cunoscută și sub numele de Regina Salomea Pilsztyn; n. 1718, Nowogródek Voivodeship⁠(d), Marele Ducat al Lituaniei – d. 1763) a fost medic și oculist. Este recunoscută ca fiind prima femeie medic din Marele Ducat al Lituaniei. Se știe despre viața ei din memoriile scrise în 1760, un exemplu unic de însemnări de călătorie și de literatură feminină. Halpir și-a exprimat hotărât caracteristici și ambiții diferite de ceea ce dictau normele sociale din secolul al XVIII-lea.

## Viața și cariera medicală
Halpir s-a născut lângă Navahrudak⁠(d), Marele Ducat al Lituaniei, în familia lui Joachim Rusiecki aparținând micii nobilimi⁠(d). La vârsta de 14 ani a fost căsătorită cu un oculist luteran german, dr. Jacob Halpir. Cuplul s-a mutat la Constantinopol, Imperiul Otoman, unde Dr. Halpir a practicat medicina în timp ce se confrunta cu o competiție acerbă a medicilor evrei și musulmani. În ciuda, sau poate din cauza faptului că era o femeie creștină într-o țară islamică, Halpir a fost instruită de soțul ei și l-a asistat în operațiile sale, devenind în cele din urmă un medic desăvârșit, cu o specialitate în chirurgia cataractei. Statutul ei de femeie a ajutat-o să găsească o nișă care să servească pacienții de sex feminin, iar statutul ei de străină a ajutat-o să depășească tradițiile islamice care limitau sever libertatea femeilor.
Mai târziu, soțul s-a îmbolnăvit, a murit, lăsând-o pe Halpir cu fiica lor de 2 ani, Constance. Apoi, Halpir a pornit într-o călătorie extinsă în toată Europa. În timpul războiului austro-ruso-turc (1735–39), a cumpărat patru prizonieri de război austrieci. Trei dintre ei au fost răscumpărați de rude, în timp ce al patrulea, ensign Pilstein, i-a devenit al doilea soț. Ea a călătorit în Polonia, unde Michał Kazimierz „Rybeńko” Radziwiłł⁠(d) l-a făcut pe soțul ei ofițer și i-a oferit postul de reședință de medic în Nesvizh⁠(d).
Harpin a călătorit la Sankt Petersburg pentru a elibera câțiva prizonieri de război turci. Acolo a obținut acces la curtea imperială și a cunoscut-o pe împărăteasa Anna a Rusiei și pe viitoarea împărăteasă Elisabeta a Rusiei. După câteva luni, s-a întors în Polonia. A divorțat de cel de-al doilea soț, cu care a avut doi fii, după ce l-a acuzat de adulter, încercare de a o otrăvi și estorcare.
S-a mutat la Viena, unde prințul József Rákóczi⁠(d) s-a îndrăgostit de ea, dar ea a refuzat cererea lui în căsătorie. Halpir s-a implicat romantic cu un nobil polonez, cu șapte ani mai mic, care a profitat de averea ei. S-a întors la Constantinopol și a devenit medic al femeilor din haremul sultanului Mustafa al III-lea.

## Autobiografie

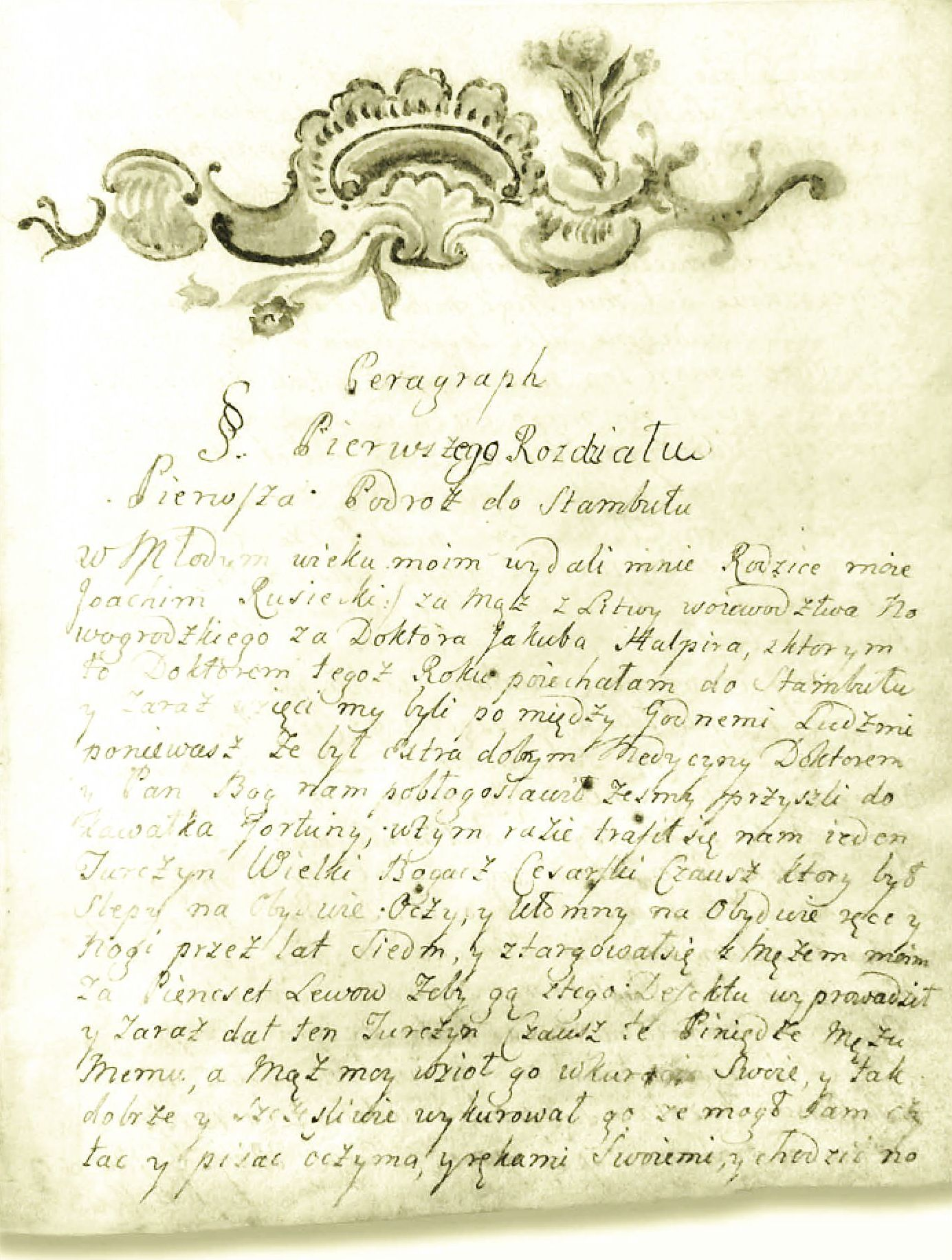
Prima pagină din memoriile ei

Autobiografia de 388 de pagini a lui Halpir a fost descoperită de un istoric polonez Glatman în biblioteca prințului Czartoryski. Memoriile au fost publicate ca Proceder podróży i życia mego awantur („Călătoriile și aventurile vieții mele”) în Polonia în 1957. O serie de evenimente din memorii par exagerate și neplauzibile. De exemplu, ea a descris modul în care piciorul ei a devenit moale și vizibil mai scurt din cauza unui semn magic. Prin urmare, acuratețea biografică a memoriilor ei este contestată și unii cercetători preferă să o trateze mai mult ca o operă de ficțiune decât o autobiografie faptică.